# Панки (фильм)
«Па́нки» (англ. P.U.N.K.S.) — американская семейная фантастическая комедия 1999 года с Джессикой Альбой и Рэнди Куэйдом в главных ролях.

## Сюжет
Фильм рассказывает о группе подростков, разоблачающих заговор корпорации, которая планирует использовать в злых целях суперкостюм, изобретённый отцом одного из подростков. Ведь тот, кто наденет этот костюм, приобретает сверхчеловеческую силу.

## В ролях
| Актёр          | Роль                |
| -------------- | ------------------- |
| Тимоти Рэдвайн | Дрю Атли            |
| Джессика Альба | Саманта Свобода     |
| Рэнди Куэйд    | Пэт Атли            |
| Кэти Мориарти  | миссис Атли         |
| Брэндон Бэйкер | Джонни Пасиотополис |
| Патрик Ренна   | Лэнни Нигрен        |
| Луэн Гидеон    | миссис Граймс       |
| Роджер Клинтон | Карлсон             |
| Генри Уинклер  | Эдвард Кроу         |
| Меган Блэйк    | агент ФБР Хулихэн   |